# LE-Car
LE-Car（エルイーカー、Light Economy-Car）は、かつて富士重工業（現・SUBARU）が製造した軽快気動車群の愛称。
本稿では、発展形であるLE-DC（エルイーディーシー、Light Economy-Diesel Car）についても記述する。
1980年代から1990年代にかけて、日本国有鉄道の特定地方交通線を転換する等して相次ぎ開業した第三セクター鉄道や、輸送量の極端に少ない閑散区間を抱える鉄道会社（私鉄）等において多く採用された。中には、名古屋鉄道や近江鉄道のように、既設の電化区間をこれに置き換えた例もある。

## 概要
1962年（昭和37年）の南部縦貫鉄道キハ10形レールバスの製造から20周年となるのを機に、富士重工業は1980年（昭和55年）頃から国鉄の指導を受けながら閑散線区向け車両として開発を行い
1982年（昭和57年）LE-Carを発表した。価格は3500万円とされていた。
同車は台枠こそ鉄道車両用に新たに作ったものだったが、長さ11.6 mの車体はバス車体メーカーでもある同社が当時までに製造していたR13型、R13型Bバスボディをベースとし、エンジンもバス車体の主力架装先である日産ディーゼル工業（現・UDトラックス）製のバス用ディーゼルエンジンを搭載したものであった。
特筆すべき点として、車軸（輪軸）は車体への直接懸架（二軸単車）方式から、分岐器などの曲線通過性能を向上した空気ばね式1軸台車を開発してボギー車の形態に変更、また動力伝達には大型気動車同様の液体式変速機を用いることで、総括制御による2両以上の連結運転を可能とした。
1984年（昭和59年）には、15型Eや15型R3バスボディを元に車体長を12 mとした改良形のLE-Car IIが試作され、名鉄広見線と名鉄八百津線で走行試験を行った。これが実際に営業用車両となったLE-Carシリーズの基礎となった。
LE-Car IIベースの二軸車両ではラッシュ時等に輸送力不足となるため、その後は車体長15 m級の2軸台車を使用した形に移行し、さらにより本来の鉄道車両に近づけた車体構造のLE-DCへと発展していった。また、これと並行して、機関出力を向上した改良型の追加や、真岡鐵道のように、地元の企業で製造された機関（小松製作所製SA6D125系）を搭載する車両も登場し、旅客収容力や性能は一般の気動車と遜色のないレベルに達した。
その後富士重工業は、2002年（平成14年）に鉄道車両事業からの撤退を発表し、これらの技術は新潟トランシスに譲渡された。

## LE-Car IIシリーズ

### 2軸車

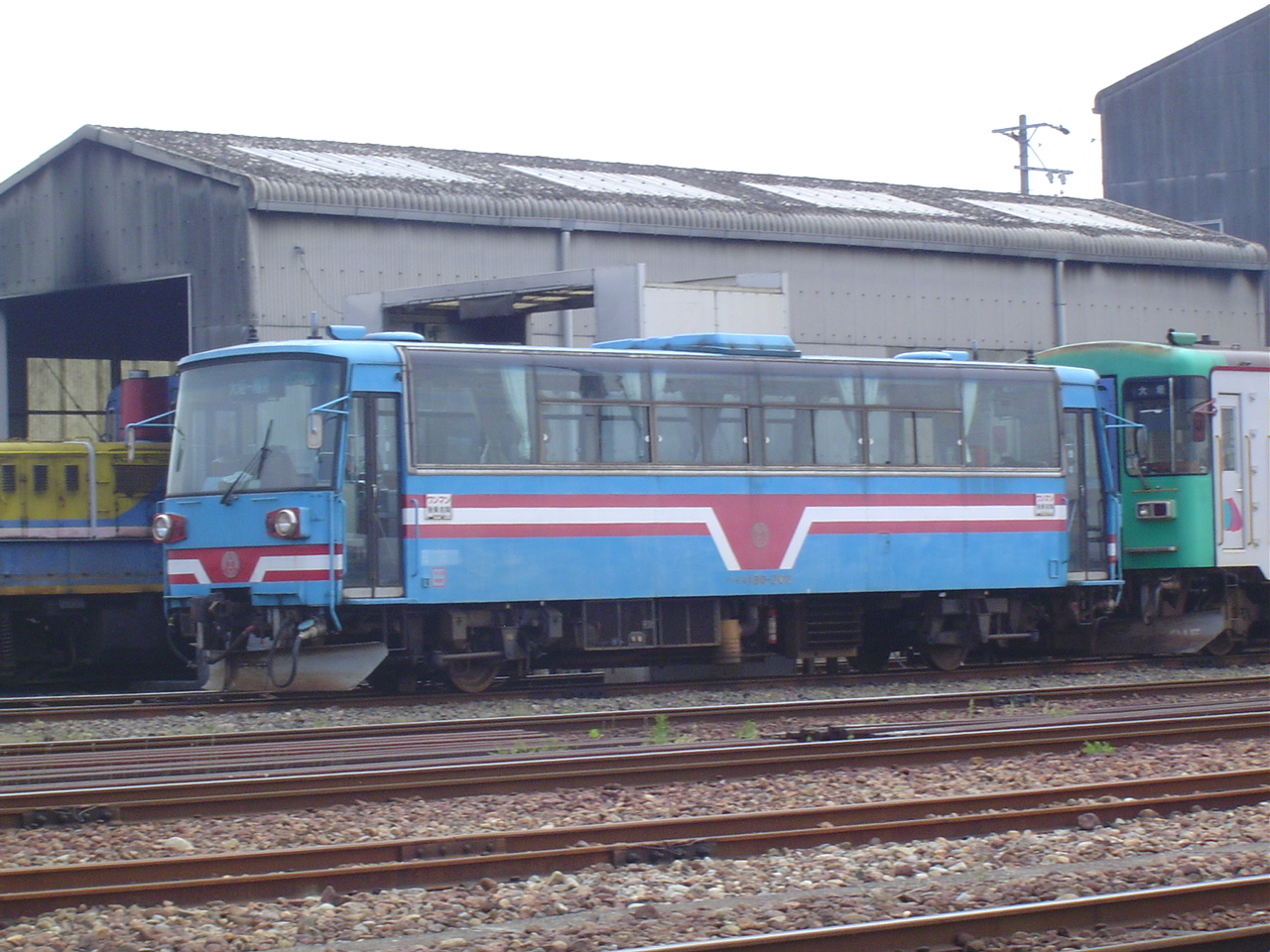
樽見鉄道ハイモ180-200形
（LE-Car II 2軸車型）

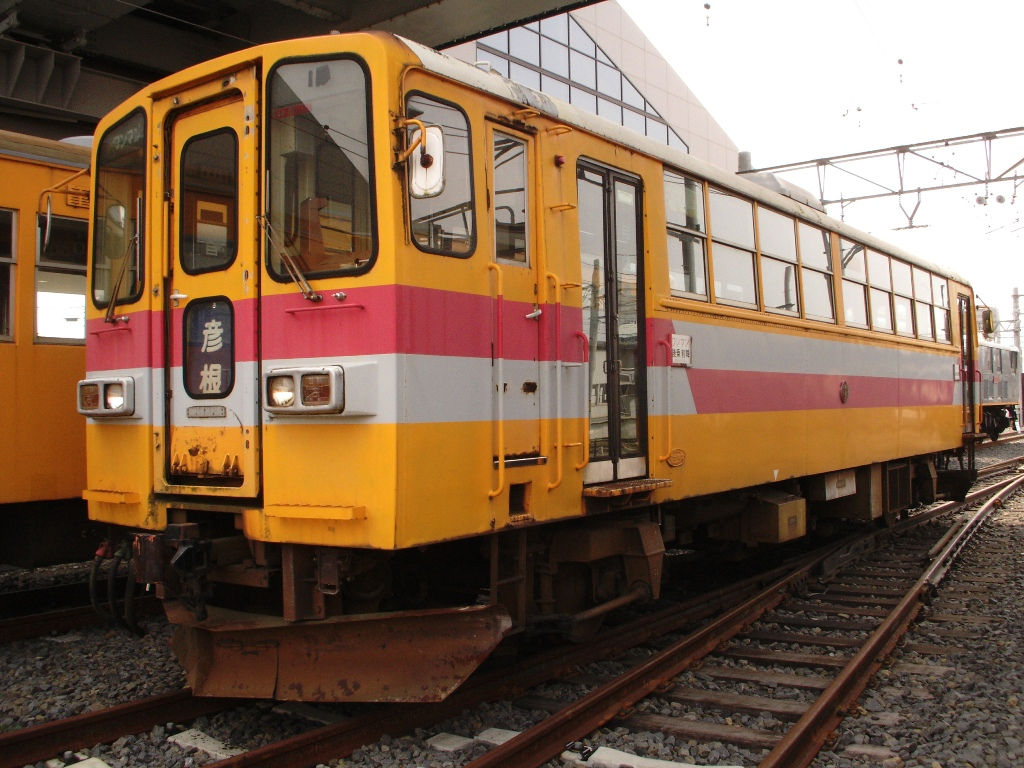
近江鉄道LE10形
（LE-Car II 2軸車型）

LE-Car IIシリーズの最初期型にあたるもので、1984年（昭和59年）から1986年（昭和61年）にかけて製造された。車体長は12.5 mで、車体形状は当時富士重工業で製造されていたR15型バス用ボディに類似するが、前面非貫通形（試作車タイプと5Bタイプと5Eタイプの違いがある）と貫通形、ライトケースの違いを含め納入先によりさまざまなバリエーションがある。また、側面窓は路線バス並の2段窓仕様と観光バス風の一部引違い半固定式（Jベンドガラス）のものがあった。
エンジンはバス用、出力180 PS/2,200 rpmの日産ディーゼル製PE6Hディーゼルエンジンを搭載し、台車は一軸台車を2つ履き、一方を駆動台車、もう一方を付随台車とする。
老朽化によりほとんどが廃車となり、2021年（令和3年）4月現在稼働可能なものは紀州鉄道に残る休車中の1両を除き、すべてが動態保存車である。樽見鉄道から有田鉄道を経て有田川町鉄道公園に譲渡された1両、北条鉄道から紀州鉄道を経て有田川町鉄道公園に譲渡された1両、名古屋鉄道からくりはら田園鉄道に譲渡された1両の計3両がこれに該当する。
※以下、カッコ内の年は製造初年を示す。
- 名古屋鉄道キハ10形（1984年〈昭和59年〉）
  - LE-Car IIの営業用第一号。前面貫通形（試作車タイプ・ライトケース丸型）、側面2段窓。乗務員用扉を装備。のちに2両をくりはら田園鉄道へ譲渡、同社のKD10形となった。
- 樽見鉄道ハイモ180-100形、ハイモ180-200形（1984年〈昭和59年〉）
  - 第3セクター鉄道としては初のLE-Car II。前面非貫通形（5Bタイプ・ライトケース丸型）、側面半固定窓。乗務員用扉なし。1985年（昭和60年）ローレル賞受賞。のち1両を有田鉄道へ譲渡、形式変更なし。
- 三木鉄道ミキ180形（1985年〈昭和60年〉）
  - 前面非貫通形（5Eタイプ・ライトケース丸型）、側面2段窓。乗務員用扉を装備。
- 北条鉄道フラワ1985形（1985年〈昭和60年〉）
  - 前面非貫通形（5Eタイプ・ライトケース丸型）、側面半固定窓。乗務員用扉を装備。のち2両を紀州鉄道へ譲渡、同社のキテツ1形となった。
- 近江鉄道LE10形（1986年 〈昭和61年〉）
  - 前面貫通形（前面窓下ブラックアウトなし標準型・ライトケース角型）、側面2段窓。乗務員用扉を装備。この時期には後述のボギー車が生産開始されており、エンジンはボギー車と同様の出力230 PS/1,900 rpmの日産ディーゼルPE6HTが採用された。二軸LE-Carの製造はこの近江LE10形が最後となった。
- 有田鉄道ハイモ180形（1994年譲受）
  - 旧樽見鉄道ハイモ180-101。2003年に路線廃止により廃車となったが、有田川町鉄道公園で動態保存。
- くりはら田園鉄道KD10形（1995年譲受）
  - 旧名古屋鉄道キハ10形。2両導入されたが、路線廃止により廃車。KD11は若柳駅跡のくりでんミュージアムで動態保存。
- 紀州鉄道キテツ1形（2000年譲受）
  - 旧北条鉄道フラワ1985形。2両導入されたが、現在はキテツ1の1両のみ在籍。キテツ2は有田川町鉄道公園でフラワ1985-2の姿に復元され動態保存。

### ボギー車

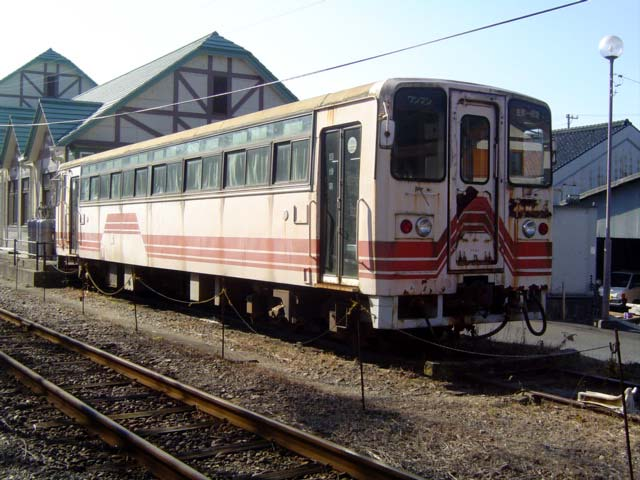
明知鉄道アケチ1形（LE-Car II ボギー型）

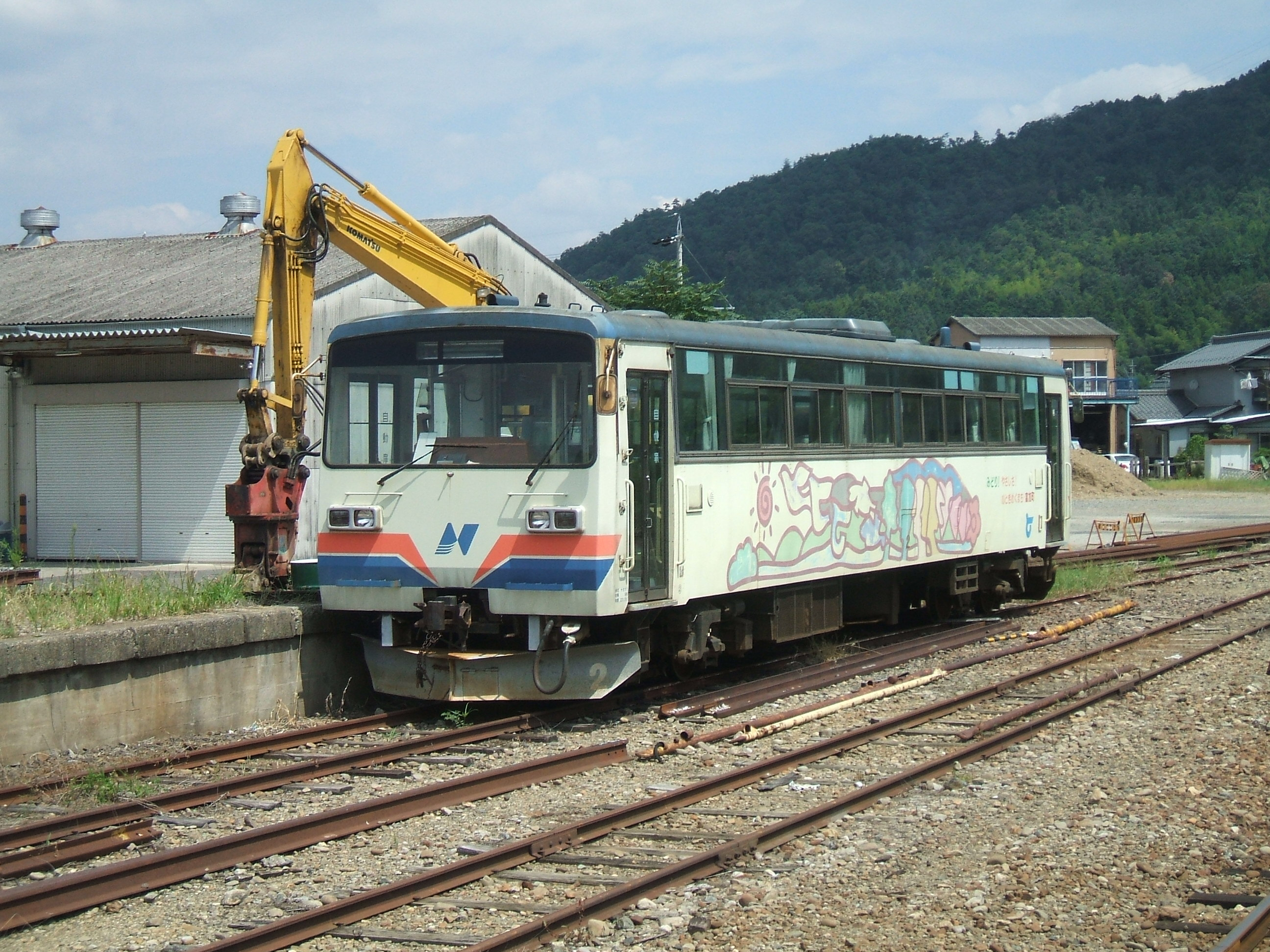
長良川鉄道ナガラ1形(LE-Car非貫通形)

従来の二軸車ではラッシュ時に輸送力不足となり連結運転を行う必要性が生じていた。しかしこれでは不経済であるため、1985年から車体長さを15.5mに延長したLE-Carが製造された。これに伴い台車も一軸台車をやめ、二軸ボギー台車となった。二軸車と同様、一方が駆動台車、もう一方が付随台車である。
エンジンは日産ディーゼルPE6HTに変更され、出力230PS/1900rpmに向上している。
前面一枚窓の非貫通形（2軸車のバスタイプではなく専用のマスクでライトケース角型）と、貫通形（ライトケースや前面窓周りのデザインの違いなどバリエーションがある）がある。側窓は2段窓の名鉄キハ20形を除き観光バス風の下段引き違い、上段固定式となっている。非貫通形は乗務員用扉なしの運転席センター配置、貫通形は乗務員用扉を装備する。
- 明知鉄道アケチ1形（1985年）・アケチ6形（1989年）
  - 前面貫通形（前面窓下ブラックアウトなし標準型・ライトケース丸型）。急勾配対策として2軸駆動式とし、機関・排気・リターダの3種類の抑速ブレーキを装備した。アケチ1形は冷房非搭載。
- 樽見鉄道ハイモ230-300形（1985年）・ハイモ230-310形（1987年）
  - 前面貫通形（前面窓下ブラックアウトなし標準型・-300形はライトケース丸型/-310形はライトケース角型）。明知鉄道アケチ1形と同時に製造されたが営業運転開始はアケチ1形より早かった。ハイモ230-310形は、ライトケースの形状や扉が引戸になるなどの小変更がある。
- 甘木鉄道AR100形（1986年）
  - 前面非貫通形。
- 長良川鉄道ナガラ1形（1986年）
  - 前面非貫通形。
- 天竜浜名湖鉄道TH1形（1986年）
  - 前面貫通形（前面窓下ブラックアウトあり標準型・ライトケース角型）。

以降、貫通標準型前面の前面窓周りのデザインが若干変更され、前照灯・尾灯が丸型から非貫通形と同様の角型となった。
- 伊勢鉄道イセI型（1987年）・イセII型（1989年）
  - イセI型は前面非貫通形、イセII型は前面貫通形（前面窓下ブラックアウトあり標準型・ライトケース角型）。いずれもミャンマー国鉄へ譲渡。
- 名古屋鉄道キハ20形（1987年）
  - 前面貫通形（試作車タイプ・ライトケース丸型）。車体構造は同社キハ10形に類似する。ミャンマー国鉄へ譲渡。
- いすみ鉄道いすみ100形・いすみ200形（1987年）
  - 前面貫通形（前面窓下ブラックアウトあり標準型・ライトケース角型）。
- 真岡鐵道モオカ63形（1988年）
  - 前面貫通形（前面窓下ブラックアウトあり標準型・ライトケース角型）。エンジンは小松製作所製造（出力250 PS/1,900 rpm）。ミャンマー国鉄へ譲渡。
- わたらせ渓谷鐵道わ89-100形・わ89-200形（1989年〈平成元年〉）
  - 前面貫通形（前面窓下ブラックアウトあり標準型・ライトケース角型）。

## LE-DCシリーズ

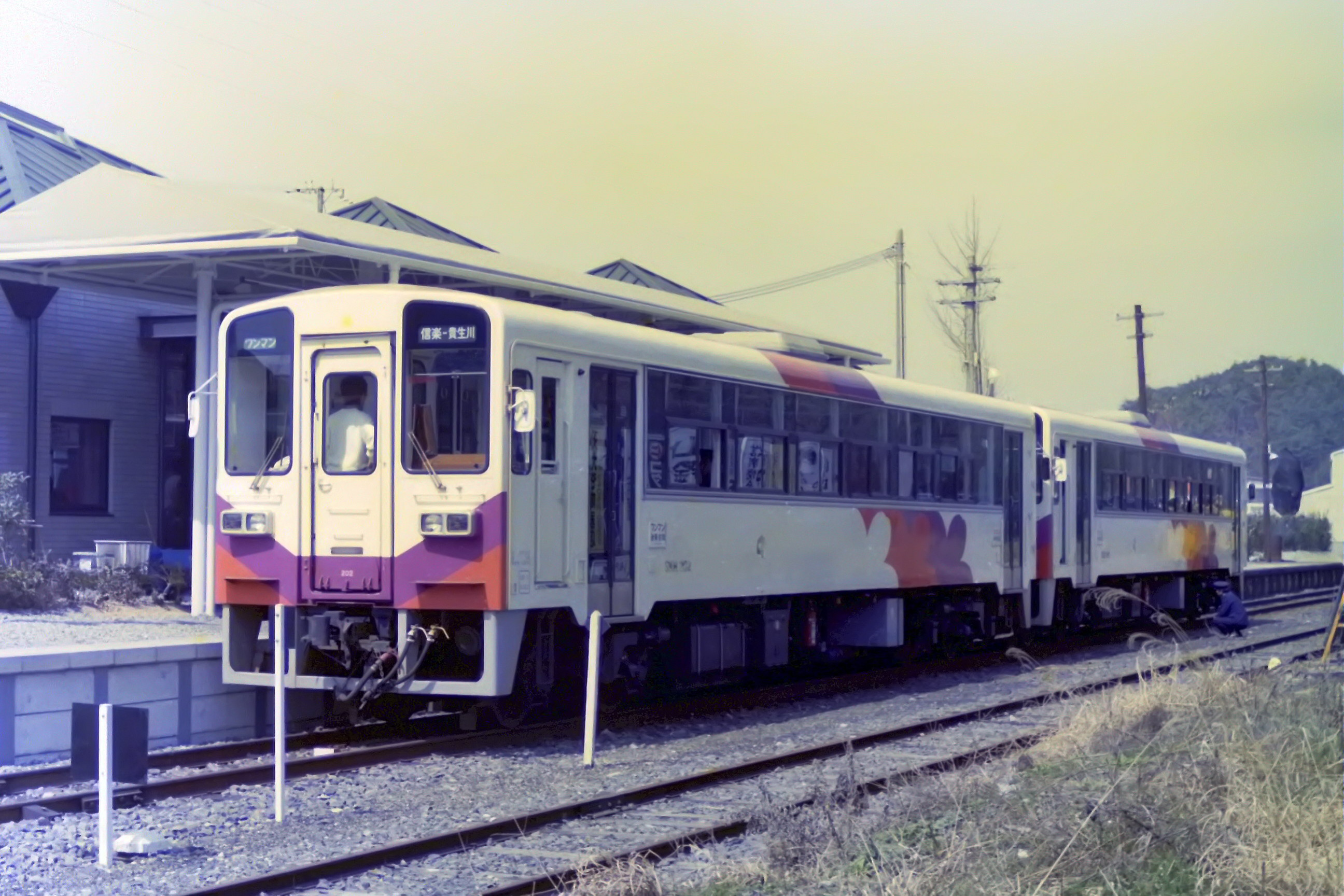
信楽高原鐵道SKR200形

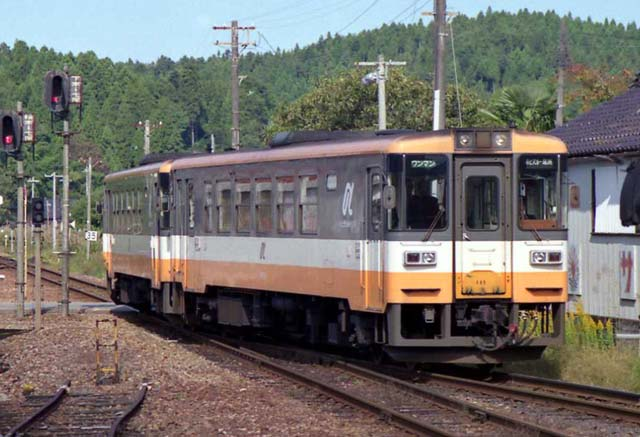
のと鉄道NT100形（LE-DC）

1987年から製造されているもので、車体工法がバス車両工法から軽量鉄道車両工法に変更された。これによりLE-Carに比べて屋根が深くなっている。
LE-Carでは前面貫通形と非貫通形が存在したが、LE-DCはほとんどが前面貫通形となっている。1988年からは前面窓が側面まで回りこんだパノラミックウインドウとなった車両が製造されている。
初期のものは一部を除き、LE-Carと同様の上段固定下段横引き窓や側面の折り戸が引き続き採用されたが、1994年に登場した長良川鉄道ナガラ200形以降の新形式はすべて上段固定下段上昇窓（ユニット窓）、引き戸となっている。
エンジンは従来と同じ日産ディーゼルPE6HTであるが、出力は250PS/1900rpmに向上された。
1998年の明知鉄道アケチ10形気動車以降はエンジンが日産ディーゼルPF6HTとなり出力が295PS/2100rpmに向上し、前面は貫通形でパノラミックウインドウ、側面は窓が上段固定下段上昇窓で扉が引き戸という仕様に統一されている。
- 信楽高原鐵道SKR200形（1987年）
  - 前面貫通形。LE-DCの採用第一号。車体外観は屋根上部以外、15m前面貫通形LE-Carに準じる。のち1両を紀州鉄道へ譲渡、同社KR205形。
- のと鉄道NT100形・NT800形（1988年）
  - NT100形は前面貫通形で、側面は扉が引き扉、窓が上段下降下段上昇式ユニット窓。前面窓はパノラミックウインドウである。NT800形はイベント用で、台車・エンジンなどは標準仕様だが、車体は前面展望構造、片運転台の特殊仕様である。
- 宮福鉄道（→北近畿タンゴ鉄道→京都丹後鉄道）MF100形・MF200形（1988年）
  - 前面貫通形。側面は引き戸。独自のレトロ調デザインで前照灯・尾灯や屋根の形状が他車と異なる。エンジンは新潟鐵工所製。
- わたらせ渓谷鐵道わ89-300形、わ89-310形（1989年）
  - 前面貫通形。窓は上段固定下段上昇窓。
- 平成筑豊鉄道100形・200形・300形（1989年）
  - 前面貫通形、パノラミックウインドウ。200・300形は車体長18m。
- 甘木鉄道AR200形（1992年）
  - 特殊構造ののと鉄道NT800形を除き、LE-DC唯一の非貫通形。前面窓はパノラミックウインドウ。ミャンマー国鉄へ譲渡。
- 長良川鉄道ナガラ200形（1994年）
  - 前面貫通形。側面は引き戸。
- くりはら田園鉄道KD95形（1994年）
  - 前面貫通形。側面は引き戸。路線廃止・会社解散により全車廃車。うち2両が動態保存。
- 名古屋鉄道キハ30形（1995年）
  - 前面貫通形、パノラミックウインドウ。側面は引き戸を3か所に設置。ミャンマー国鉄へ譲渡。
- 信楽高原鐵道SKR300形（1995年）
  - 前面貫通形、パノラミックウインドウ。側面は引き戸。紀州鉄道に譲渡、同社KR301形。
- 天竜浜名湖鉄道TH3000形（1995年）
  - 前面貫通形、パノラミックウインドウ。側面は引き戸。
- 紀州鉄道KR301形（2016年譲受）
  - 元信楽高原鐵道SKR300形301を譲り受けたもの。
- 紀州鉄道KR205形（2017年譲受）
  - 元信楽高原鐵道SKR200形205を譲り受けたもの。

| 明知鉄道アケチ10形 |  | 長良川鉄道ナガラ3形 |
| 明知鉄道アケチ10形 |  | 長良川鉄道ナガラ3形 |

以下は1998年以降の新形式で、すべて前面貫通形、パノラミックウインドウ、側面引き戸、上段固定下段上昇窓、エンジン出力295PS/2100rpm。
- 明知鉄道アケチ10形（1998年）
- 三木鉄道ミキ300形（1998年）
  - 路線廃止・会社解散に伴い、全車樽見鉄道、北条鉄道、ひたちなか海浜鉄道にそれぞれ譲渡。
- 樽見鉄道ハイモ295-310形（1999年）
- 樽見鉄道ハイモ295-610形（2009年譲受）
  - 元三木鉄道ミキ300形300-105を譲り受けたもの。
- 北条鉄道フラワ2000形（2000年）
  - フラワ2000-3は元三木鉄道ミキ300形300-104を譲り受けたもの。
- ひたちなか海浜鉄道ミキ300-103形（2009年譲受）
  - 元三木鉄道ミキ300形300-103を譲り受けたもの。
- 信楽高原鐵道SKR310形（2001年）
- 甘木鉄道AR300形（AR301 - AR303）・AR400形（2001年）
- 長良川鉄道ナガラ3形(1998年)

以下はLE-DCシリーズのフルモデルチェンジ車両である。
- イセIII型 ※101のみ。以後は新潟トランシスで製造
- 真岡鐵道モオカ14形 ※モオカ14-1・2のみ。以後は日本車輌製造が模造品を製造

## 富士重工業撤退後
富士重工業が鉄道車両製造から撤退した後、技術は新潟トランシスに譲渡されたため、LE-DCとほぼ同じ形態の車両が同社で製造されている。
- 甘木鉄道AR300形（AR304 - AR307）（2004年）
- 樽見鉄道ハイモ295-510形（2005年）
- 長良川鉄道ナガラ500形（2007年）
- イセIII型 (102-104)

## LE-DCを基にした普通気動車
- 北近畿タンゴ鉄道（→京都丹後鉄道）KTR700形・KTR800形
- 智頭急行HOT3500形